# (16395) Ioannpravednyj
(16395) Ioannpravednyj est un astéroïde de la ceinture principale.

## Description
(16395) Ioannpravednyj est un astéroïde de la ceinture principale. Il fut découvert le 23 octobre 1981 à Naoutchnyï par Lioudmila Tchernykh. Il présente une orbite caractérisée par un demi-grand axe de 2,45 UA, une excentricité de 0,14 et une inclinaison de 2,6° par rapport à l'écliptique.

## Compléments